# Pretória
Pretória (em inglês: Pretoria; em xossa: E-Pitoli), é uma das três capitais oficiais da África do Sul, sendo a sede do poder executivo. Localizando-se ao norte da província de Gautengue, foi fundada em 1855 e tornou-se capital do Transvaal em 1860. Tem cerca de 1 592 000 habitantes, a quinta mais populosa cidade sul-africana, em dados de 2011.
O nome Pretória deriva de Andries Wilhelmus Jacobus Pretorius, fundador da cidade e primeiro presidente da república bôer do Transvaal, durante algum tempo denominada República Sul-Africana. Em 26 de maio de 2005 foi decidido pela Câmara Municipal a mudança do nome oficial da cidade para "Tsuane" (ou Tshwane)

## História
Os povos de língua angune, que ficaram conhecidos como andebeles, foram talvez os primeiros a reconhecer o interesse do vale onde hoje fica a cidade de Pretória como local de habitação. Durante o período de grande convulsão social que se viveu em grande parte da África Austral entre 1818 e 1840 (conhecido como mfecane) um outro grupo migrante, os matabeles, chegou a esta zona proveniente de Natal sob a liderança de Mzilikazi. No entanto, foram forçados a abandonar as suas aldeias depois dos ataques dos zulus em 1832.
Pretória enquanto cidade moderna foi fundada em 1855 por Marthinus Wessel Pretorius, um líder dos voortrekkers, que a chamou assim em homenagem ao seu pai, Andries Pretorius. Este converteu-se em herói nacional para os voortrekkers depois da vitória sobre os zulus na Batalha do Rio Sangrento. Andries Pretorius também esteve presente no Tratado do Rio Sand (1852), no qual a Grã-Bretanha reconheceu a independência do Transvaal. Pretória tornou-se capital da República da África do Sul em 1 de maio de 1860.
A fundação de Pretória como capital da República da África do Sul pode ser interpretada como o fim do nomadismo dos bôeres da grande jornada.
Durante a Primeira Guerra dos Bôeres, a cidade foi cercada pelas forças republicanas em dezembro de 1880 e março de 1881. O acordo de paz que colocou fim à guerra foi assinado em Pretória em 3 de agosto de 1881 pelo Tratado de Pretória.
A Segunda Guerra dos Bôeres (1899 a 1902) teve como resultado o fim da República da África do Sul e o início da hegemonia britânica na África Austral. Durante a guerra Winston Churchill foi preso nas Escolas Modelo do Estado em Pretória, mas conseguiu escapar para Moçambique. A cidade capitulou perante as forças britânicas comandadas por Frederick Roberts em 5 de junho de 1900 e o conflito terminou em Pretória com a assinatura do Tratado de Vereeniging em 31 de maio de 1902.
As repúblicas bôeres da República da África do Sul e o Estado Livre de Orange foram unificados com a Colónia do Cabo e a Colónia de Natal em 1910 para formar a União Sul-africana. Pretória passou a ser a capital administrativa de toda a África do Sul, com a Cidade do Cabo como capital legislativa. Desde 1860 até 1994, a cidade foi também a capital da provincial de Transvaal, antecedendo a Potchefstroom.
Com o fim do regime do apartheid, em 1994, Peter Holmes Maluleka foi escolhido como presidente municipal provisório de Pretória, até à celebração das primeiras eleições democráticas que se celebraram nesse amo, convertendo-se no primeiro líder municipal negro da capital do país.
Com a criação de novas estruturas municipais na África do Sul em 2000, foi adoptado o nome "Tsuane" para a Área metropolitana que inclui Pretória e outros núcleos adjacentes.

### Mudança de nome
Em 26 de Maio de 2005, o Conselho Geográfico Sul Africano (SAGNC), que é vinculado à Diretoria de Patrimônio do Departamento de Artes e Cultura, aprovou a alteração do nome de Pretória para Tsuane, que já é o nome da Prefeitura Metropolitana de Pretória, e cidades vizinhas  Embora a mudança de nome tenha sido aprovada pelo SAGNC, ainda não foi aprovada pelo Ministro das Artes e Cultura, Pallo Jordan. O assunto está atualmente em análise, enquanto o Ministério exigiu pesquisas sobre o assunto. Caso o ministro aprove a alteração do nome, o nome será publicado no Diário do Governo, dando ao público a oportunidade de comentar o assunto. O Ministro pode, então, consultar o público através de um referendo, antes de apresentar a sua recomendação perante ao Parlamento, que votará pela mudança. Vários grupos de interesse público têm advertido que a mudança de nome vai ser contestada no tribunal.
O Conselho Metropolitano de Tsuane promoveu propagandas favoráveis à mudança de nome nos meios de comunicação do país, já que a mudança de nome foi aprovada pelo SAGNC em 2005. Isso levou a mais polêmicas. No entanto, como o nome da cidade ainda não tinha sido oficialmente alterado, as propagandas do conselho foram consideradas prematuras e inválidas. Na sequência de uma queixa apresentada à Advertising Standards Authority (ASA), determinou-se que tais propagandas seriam deliberadamente enganosas e deveriam ser retiradas de todos os meios de comunicação do país  Como resultado, o ASA solicitou que o Conselho de Tsuane se retratasse perante a população sul-africana em suas próprias propagandas. O Conselho recusou-se a acatar a decisão da ASA, mas retirou as propagandas.
Em agosto de 2007, um memorando interno vazou para a mídia em que o prefeito de Tsuane procurou o apoio  do Conselho de Gautengue sobre a possibilidade do município ser chamado de "Cidade de Tsuane", em vez de apenas "Tsuane". Oficialmente, o nome deveria ter sido alterado em 2012, o que não ocorreu e não há mais previsão para que ocorra.

## Geografia
A cidade está localizada 48 km a nordeste de Joanesburgo, numa altitude de 1.343 m. A cidade tem um clima ameno e a neve é um evento extremamente raro, ocorrendo uma ou duas vezes em um século. A cidade é, sem dúvida, a mais ensolarada capital do mundo, recebendo mais de 3.300 horas de sol por ano (mais de 9 horas por dia em média). [carece de fontes?]
O diamante Cullinan (o maior diamante já encontrado) foi descoberto na cidade de Cullinan, perto de Pretória, na mina Premier, em 26 de janeiro de 1905.

### Parques naturais
- Jardim Botânico Nacional de Pretória
- Zoológico Nacional da África do Sul
- Union Buildings
- Marabastad
- Menlyn Park
- Groenkloof
- Rietvlei
- Moreletaspruit
- Faerie Glen
- Wonderboom

## Demografia
Pretória tem uma população estimada em cerca de 2,3 milhões de habitantes. Além do inglês e do africâner, na cidade falam-se outras línguas nativas: tisuana, andebele meridional e outras. Esses dialetos são falados principalmente na área rural e na periferia da cidade.

### Religião
Segundo o último censo nacional de 2001, os cristãos representavam 79,7% da população total da cidade. Isso inclui a Igreja Cristã de Sião (11,1%), igrejas pentecostais (8,2%), católicos (7,1%) e metodistas (6,8%). Outras igrejas cristãs com menor número de adeptos, como as Testemunhas de Jeová, A Igreja de Jesus Cristo dos Santos dos Últimos Dias, Igreja Unida Sul-africana e outras, representaram 37,2% desse total. Outras religiões, como o islamismo, representou 1,5% da população. Cerca de 1,3% afirmaram ser hinduístas e 0,2% judeus. 15,1% não tinham afiliação religiosa, 2,3% eram adeptos de outras religiões e 1,4% não declararam.
Igrejas indígenas africanas formam o maior dos grupos cristãos. Acreditava-se que muitas dessas pessoas que afirmaram não possuir nenhuma afiliação com nenhuma religião organizada praticava rituais de religiões tradicionais indígenas. Muitos povos têm práticas religiosas sincréticas combinando influências cristãs e indígenas.
Com a crescente imigração de indianos, há um considerável aumento na população hindu. A maioria dos hindus são etnicamente do sul da Índia e de outros países do Sul da Ásia, mas há muitos que se autodeclaram mestiços e são convertidos com os esforços dos missionários hindus. Outras religiões são em menor número, como o sikhismo, jainismo e a Fé Bahá'í.

## Cultura e sociedade

### Monumentos e locais de interesse turístico
Kerkplein

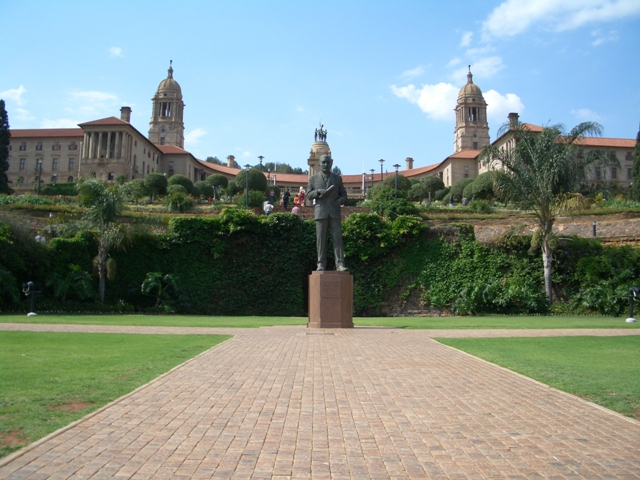
A Union Buildings, o Palácio Presidencial

A Praça da Velha Igreja (The Old Church Square) é o centro histórico de Pretória, um antigo ponto de encontro popular para os cidadãos e comerciantes. Uma série de majestosos edifícios antigos que têm um papel significativo na história da cidade localizam-se na região e o monumento em honra ao Presidente Paul Kruger confere um caráter especial para a praça.
- National Zoological Gardens da África do Sul
- Museu Histórico Nacional (janelas de África)
- Praça da Igreja
- Transvaal Museum
- Casa de Paul Kruger ex -
- Melrose House
- Loftus Versfeld Stadium
- Union Buildings

Museus
- Pretoria Forts

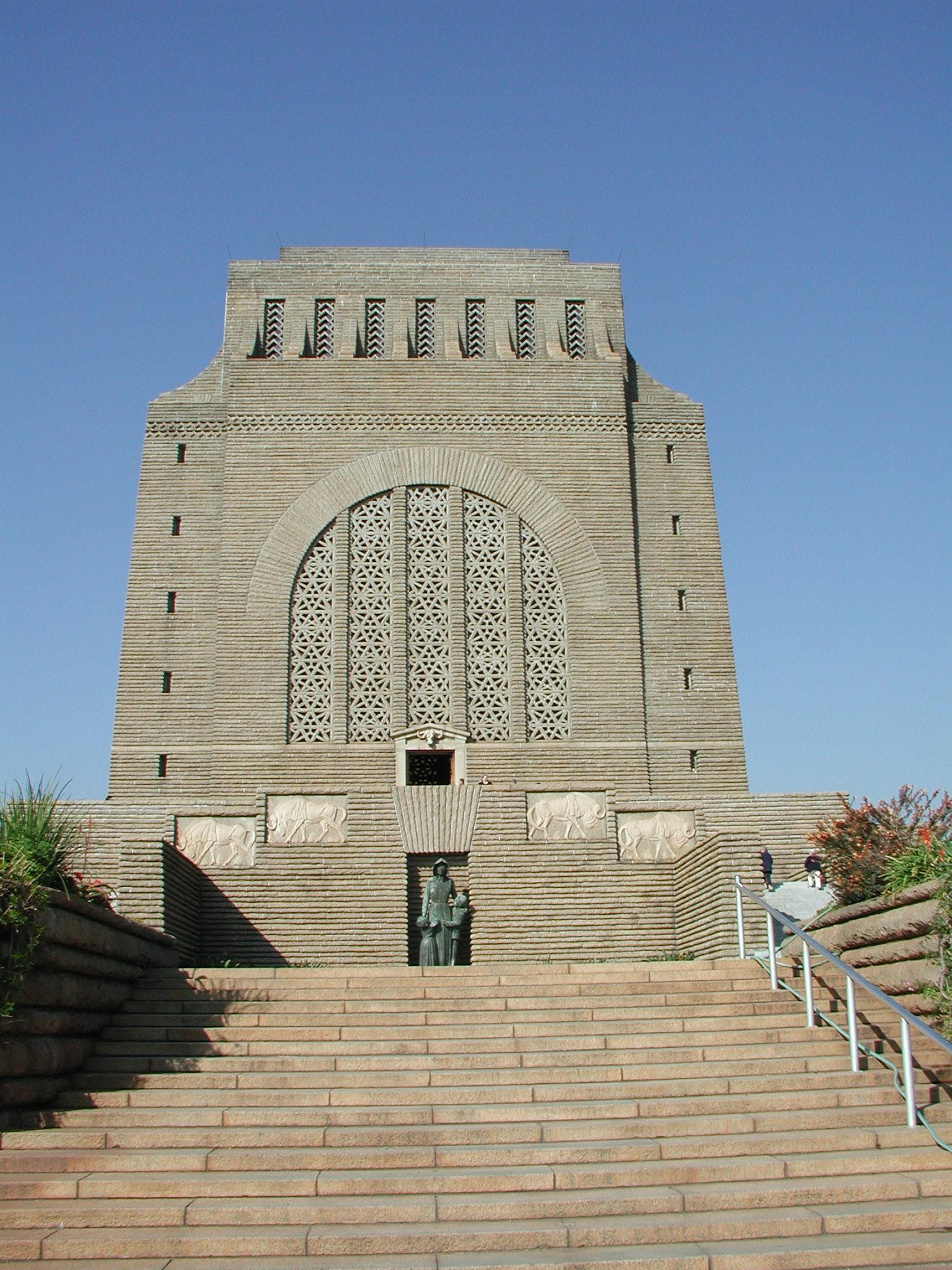
O Monumento Voortrekker.

- Kruger House (residência do presidente Paul Kruger).
- Melrose House (O Tratado de Vereeniging, que acabou com a Guerra Anglo-Boer, foi assinado aqui em 1902.)
- Voortrekker Monument
- Freedom Park
- Transvaal Museum
- African Window

Shoppings centers
| - Atterbury Boulevard - Valor Atterbury Mart - Brooklyn Mall - Brooklyn Designer Square - Centurion Mall (em cima Hennops Rio) - Hatfield Plaza - Irene Village Mall - Kolonnade Centro | - Mall Reds - Menlyn Retail Park Menlyn Park - Parkview Centro - Sammy Marks Shopping Centre - Sancardia Centro Comercial - Sterland Mall - O Grove Centro Comercial - Woodlands Boulevard |

### Música
Seether, uma das maiores bandas de Rock de toda a África do Sul, é de Pretória.
Grande parte das bandas populares e dos músicos do sul africano são originalmente de Pretória. Entre os grupos musicais e músicos conhecidos, estão a banda Zebra & Girafa, Desmond, e os Tutus.

### Cidadãos ilustres
- André Pretorius - fundador da banda brasileira Aborto Elétrico
- Elon Musk - empreendedor, empresário, filantropo e inventor
- Arnold Vosloo - Ator
- Oscar Pistorius - atleta
- Jaco Fourie - atleta olímpico de hipismo
- Mark Fish - jorgador de futebol
- Roy Wegerle - jogador de futebol
- Robert Calvert - poeta e escritor
- Shaun Morgan - Vocalista do Seether.

## Economia
Um dos pioneiros do ferro e da indústria siderúrgica na cidade foi Cornelis F. Delfos, que erigiu uma fornalha em Pretória em 1916. Esta operação foi baseada em ingredientes próprios da África do Sul. No entanto, uma indústria viável passou a existir, com a ajuda e manutenção do governo. O ferro e o aço sul-africano foram usados como base no estado da indústria para a construção da antiga "Iron and Steel Industrial Corporation Limited", fundada em 1930. Quando estourou a Segunda Guerra Mundial, em 1939, a produção anual da usina possuia mais de 300.000 toneladas de valor.
Pretória é ainda um centro financeiro de grande importância para a África do Sul. Sua influência atinge também países vizinhos, como Botsuana, Lesoto, Essuatíni e Madagáscar. De acordo com um estudo realizado pela Universidade do Noroeste da África do Sul, Pretória é o terceiro centro econômico mais importante do país, perdendo apenas para para Joanesburgo e Cidade do Cabo. Em 2002, Pretória atingiu o maior valor registrado até hoje em crescimento do PIB, atingindo 8,55 por cento de crescimento.

### Comércio e indústria
Como capital administrativa nacional (executivo) da África do Sul, Pretória é a sede do governo e abriga a sede do governo dos principais departamentos e ministérios. A cidade também abriga grande parte das embaixadas estrangeiras e missões diplomáticas. A cidade é um importante centro comercial e um importante centro industrial. Suas principais indústrias são de ferro e do aço, fundição de cobre, e na fabricação de automóveis, carruagens e máquinas pesadas.

## Estrutura urbana

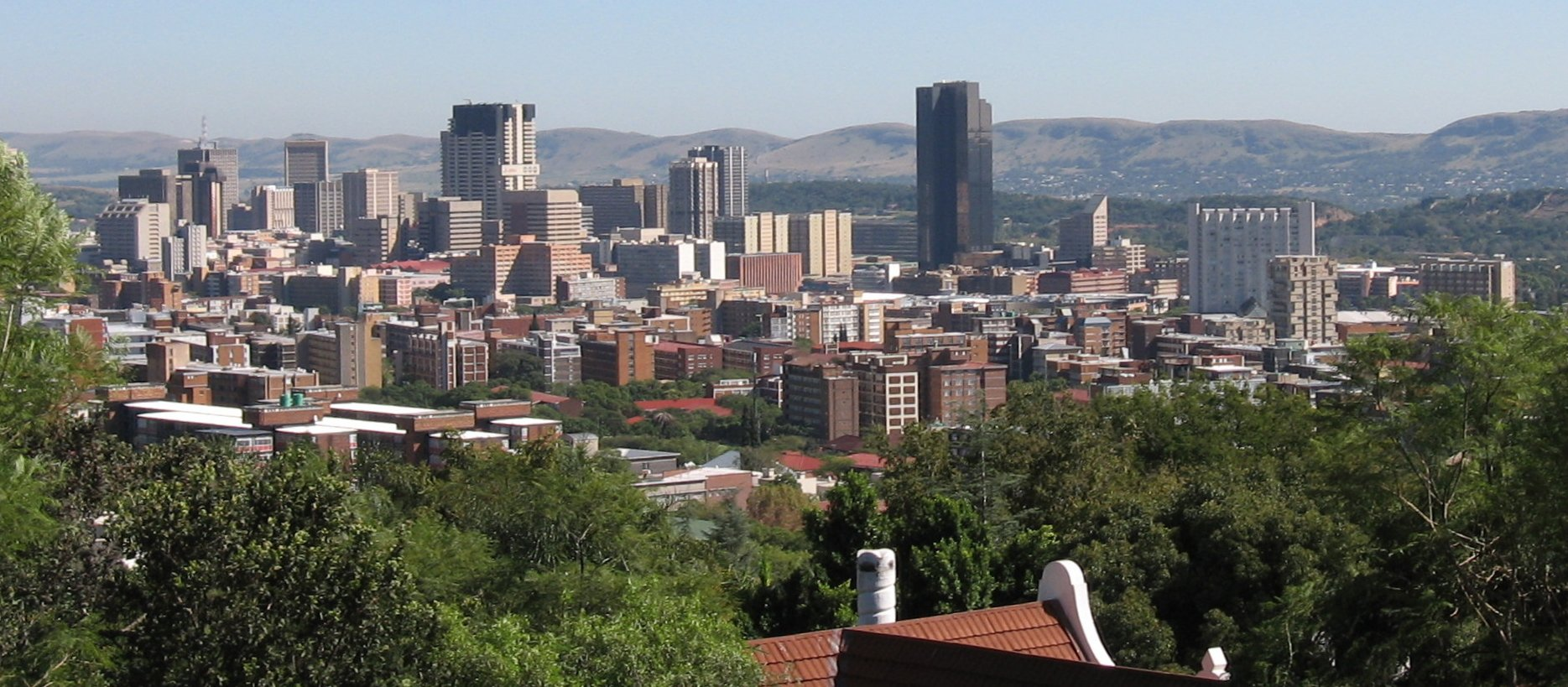
Panorama do centro financeiro de Pretória, 2006.

A posição estratégica de Pretória, seu clima agradável e a disponibilidade de recursos humanos altamente treinados da cidade atrai inúmeros investimentos, principalmente na área da educação. As principais instituições incluem Armscor, Medical Research Council, a Scientific and Industrial Research (CSIR), da Human Sciences Research Council e instituições de ensino superior como a Universidade da África do Sul (UNISA) e a Universidade de Pretória (UP).  Estima-se que entre 85 e 90 por cento de toda a investigação e desenvolvimento na África do Sul, está concentrada em Pretória.
Moradores e empresas em Pretória e adjacências irão ser beneficiados pelo projeto Digital Global Tsuane, no qual a infra-estrutura de fibra óptica existente na metrópole será utilizada para fazer acesso à Internet de banda larga a preços acessíveis e outras informações e serviços fornecidos.
O Mercado de Tsuane, no oeste de Pretória, é o segundo maior mercado na África do Sul. O mercado tem uma base de clientes nacionais e internacionais. O principal negócio do mercado é a compra e venda de produtos frescos, incluindo frutas e verduras, carnes e flores, mas também tem instalações para produtos importados. O mercado é referência no país para os judeus, por comercializar produtos de consumo judaico.
A cidade de Pretória, tem várias áreas, incluindo:
- Central Capital: o centro histórico com o Largo da Igreja
- Arcadia: área dos edifícios da União e Embaixadas
- Hatfield: bairro estudantil (albergues e repúblicas de estudantes de universidades próximas)
- Sunnyside: área comercial popular
- Brooklyn: área comercial
- Pretória Norte: distrito industrial.
- Waterkloof: área residencial para brancos.
- Groenkloof: Bairro Judeu.
- Menlyn: área de shoppings centers, comércio e lazer
- Bryntirion: funcionários do distrito, com casas de luxo
- Laudium: bairro de maioria imigrantes asiáticos.

### Educação

#### Ensino superior

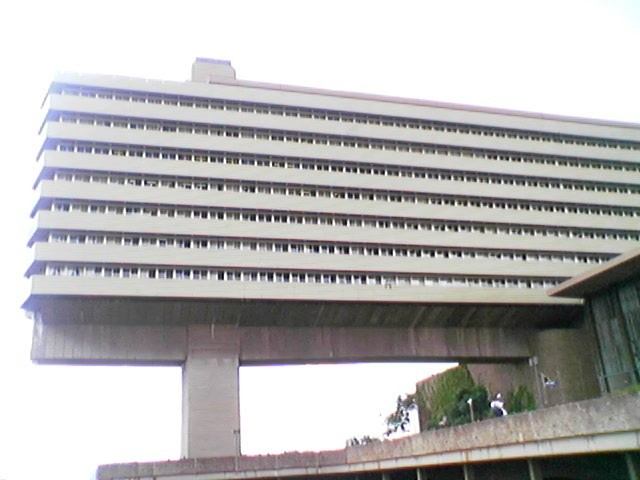
Prédio do Campus da Universidade da África do Sul (UNISA).

Pretória é uma das principais cidades acadêmicas da África do Sul e abriga a maior universidade do país (a Universidade de Pretória), além da Universidade de Tecnologia de Tsuane, a maior universidade de ensino à distância do país. Também possui um campus da Universidade da África do Sul, conhecida por sua sigla, UNISA. O Conselho Sul Africano de Pesquisa Científica e Industrial (CSIR) também está localizada na cidade.

#### Ensino secundário
Pretória possui várias escolas públicas e particulares de destaque no cenário educacional do país. As principais são:
| - Afrikaanse Hoer Meisieskool - Afrikaanse Hoer Seunskool - Christian Brothers College, Mount Edmund - Clapham High School - Hillview High School - Hoërskool Akasia - Hoërskool C. R. Swart - Hoërskool Centurion - Hoërskool Die Wilgers - Hoërskool Eldoraigne | - Hoërskool Wonderboom - HTS John Vorster - Pretória Boys High School - Pretória High School for Girls - Escola Muçulmana de Pretória - Pretória Technical High School - Pro Arte Alphen Park - The Glen High School - Willowridge High School (Pretória) - Hoërskool Silverton |

### Transportes
Há boas vias de acesso a partir de Joanesburgo. O Gautrain é um trem expresso que opera a 80 km/h para a província de Gautengue, que está na direção norte, próximo a Joanesburgo. Pretória fica a apenas 28 quilômetros do Aeroporto Internacional OR Tambo e 35 quilômetros da estação Lanserialughawe. Existem planos para desenvolvimento e construção de um terceiro aeroporto internacional na região de Gautengue.

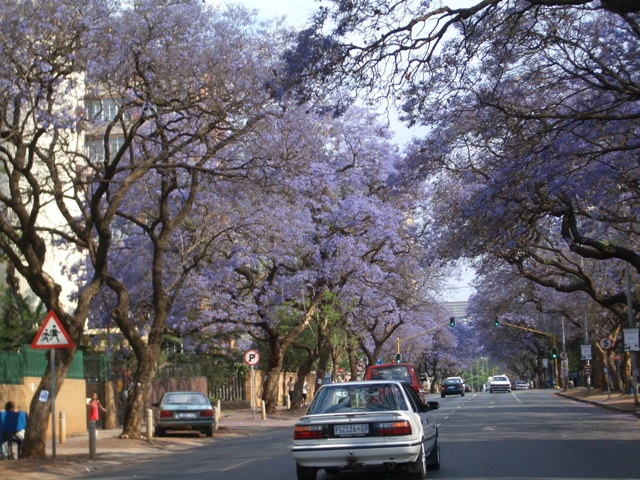
Árvores de jacarandá em uma rua de Pretória.

A principal via urbana de Pretória, Church Street, é a maior via urbana na África do Sul e uma das mais longas ruas retas no mundo. Foi anunciado em setembro de 2008, que o nome desta rua deve ser mudado, junto com muitas outras ruas dentro da cidade. Muitas das ruas da cidade estão cheias de árvores jacarandá e malva (flor azul arroxeada). Na primavera, a cidade fica conhecida pelo apelido de "Jacaranda City" (ou Cidade Jacarandá em português).

#### Ferroviário
Transnet opera os trens suburbanos e a principal linha da estação de Pretória. Mudanças nas ferrovias estão em andamento, em função das obras para a Copa do Mundo de 2010, sendo que a cidade será uma das sedes. Uma nova estação ferroviária está sendo construída na cidade.
A localidade é servida importantes linhas ferroviárias, entre as principais estão: Ferrovia Cabo-Cairo e Caminho de Ferro de Ressano Garcia.

#### Aéreo
Pretória é servida pelo Aeroporto Internacional OR Tambo, situada a nordeste de Joanesburgo (cerca de 55 km de Pretória), no centro da cidade. O Aeroporto de Wonderboom, no subúrbio de Wonderboom (ao norte de Pretória), presta serviços comerciais privados. Existem duas bases aéreas militares, ambas localizadas ao sul da cidade, na região de Swartkop e Waterkloof.

### Esporte

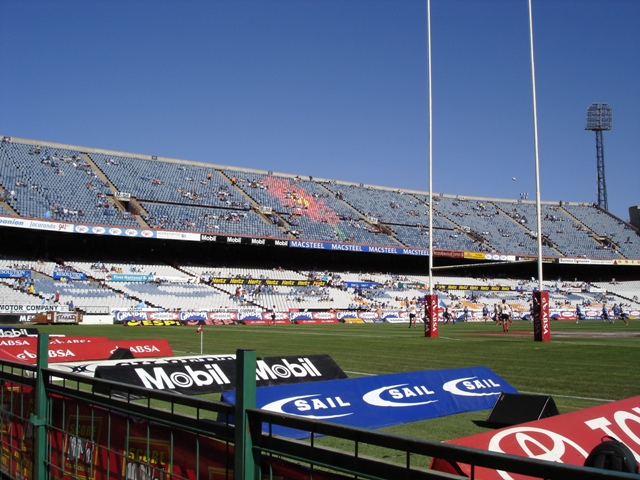
O Loftus Versfeld Stadium

Um dos esportes mais populares em Pretória é o rúgbi, em sua variação rúgbi de quinze (em inglês: rugby union). A cidade possui o estádio  Loftus Versfeld, casa do time de rúgbi Blue Bulls, que disputa a Currie Cup, o Campeonato Sul-Africano de Rugby - o time disputa também o campeonato internacional Super 14 (vencendo-o nas edições de 2007 e 2009). O estádio também é a casa do time de futebol Mamelodi Sundowns Football Club. O Loftus Versfeld, que tem capacidade para 50.000 espectadores, sediou alguns jogos da Copa do Mundo de Rugby de 1995, alguns jogos da Copa das Confederações de 2009 e alguns jogos da Copa do Mundo FIFA de 2010. A cidade possui dois times de futebol que disputam o Campeonato Sul-Africano de Futebol, o Mamelodi Sundowns e Supersport United Football Club. O Supersport United é o atual campeão do Campeonato-Sul Africano (temporada 2008-09). O críquete também é um esporte bastante popular no país.

#### Estádios
- Loftus Versfeld